# معمر بن عباد السلمي
أبو المعتمر معمر بن عباد السلمي (ت: 215 هـ - 830م) من غلاة المعتزلة وأحد علمائهم في القرن الثاني والثالث الهجريين، من أهل البصرة، سكن بغداد وأقام فيها حلقة لتدريس علم الكلام. وإليه تنسب فرقة المعمرية، وكانت آرائهم تدور حول أن الله لم يخلق شيئا غير الأجسام وأما الأعراض فتخترعها الأجسام إما طبعا كالنار للاحتراق وإما اختيار كالحيوان للألوان وقالوا لا يوصف الله بالقدم لأنه يدل على التقدم الزماني والله سبحانه وتعالى ليس بزماني ولا يعلم نفسه وإلا اتحد العالم والمعلوم وهو ممتنع.

## آراؤه
وكان أعظم القدرية غلوا، انفرد بمسائل منها: 
- أن الإنسان يدبر الجسد وليس بحال فيه.
- الإنسان ليس بطويل ولا عريض ولا ذي لون وتأليف وحركة ولا حالّ ولا متمكن، وإنما هو شيء غير هذا الجسد، وهو حي عالم قادر مختار.
- إن الله لم يخلق شيئا غير الأجسام، فأما الأعراض فهي من اختراعات الأجسام إما بالطبع وإما بالاختيار.[5]
- في العالم أشياء موجودة لا نهاية لها، ولا لها عند الله عدد ولا مقدار.
- أن الله لم يخلق لونا، ولا طولا، ولا عرضا، ولا عمقا، ولا رائحة، ولا حسنا، ولا قبحا، ولا سمعا ولا بصرا، بل ذلك فعل الأجسام بطباعها.[6]
- الخلق هو خلق آخر.[7]
- العَرَض لا يقوم بالمحل إلا لمعنى، الأشياء تختلف وتتماثل لمعنى، فالحركة تخالف السكون لمعنى يقتضي المخالفة.
- الإنسان جوهر علاقته بالبدن علاقة التدبير والتصريف.[8]

## مؤلفاته
- كتاب المعاني.
- كتاب الاستطاعة.
- كتاب علة القرسطون والمرأة.
- كتاب الجزء الذي لا يتجزأ والقول بالاعراض والجواهر.
- كتاب الليل والنهار والأموال.[9]